# Saint-Vincent-des-Landes
Saint-Vincent-des-Landes é uma comuna francesa na região administrativa do País do Loire, no departamento de Loire-Atlantique. Estende-se por uma área de 33.7 km². Em 2010 a comuna tinha 1 552 habitantes (densidade: 46,1 hab./km²).